# Cronologia istorică a Galațiului
Acest articol descrie pe scurt, cele mai importante evenimente din istoria municipiului Galați. 

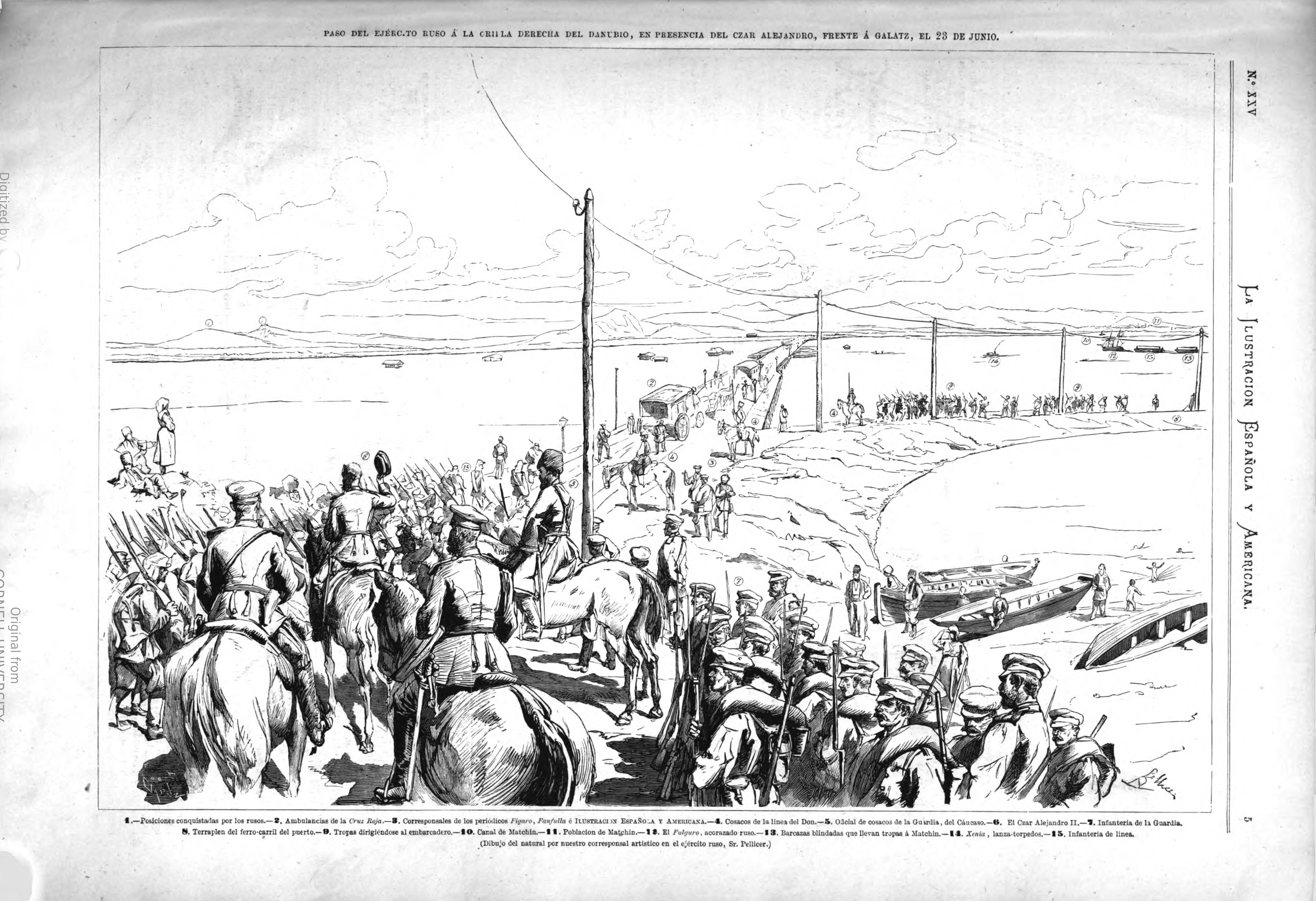
Trecerea Armatei Ruse pe malul drept al Dunării, în prezența țarului Alexandru, vizavi de Galați, pe 23 iunie 1877.

- 1265: Apare în zona actuală a orașului Galați, o localitate cu numele de Calada în Tabula Peutingeriană.
- 1418: O atestare documentară posibilă, în lista orașelor din Țările Române care și-au trimis reprezentanți la Conciliul de la Constanța. Apare o localitate cu numele de Galff, posibil să fi fost Galați.
- 1445: Prima atestare documentară sigură a Târgului Galați în uricul lui Ștefan Vodă, fiul lui Alexandru cel Bun, acordat Mănăstirii Humorului la 23 septembrie.
- 1484: Orașul Galați rămâne singurul port al Moldovei.
- 1590: Este deschis primul cimitir Evreiesc.
- 1631-1633: Se construiește prima biserică catolică, din lemn, acoperită cu șindrilă, situată lângă piața târgului.
- 1641: Are loc prima atestare documentară a Târgului Săptămânal, situat în zona actualei Piețe Vechi.
- 1647: Este terminată zidirea Bisericii Fortificate Sfânta Precista, construită din piatră lustruită luată de la Castrul Roman Tirighina-Barboși.
- 1676: Se înființează o poștă rusească între Galați și Iași. Tot în acest an Delacroix notează în jurnalul său, că după Iași, Galați este al 2-lea oraș al Moldovei
- 1709: Este înhumat hatmanul Ioan Mazepa.
- 1710: După înfrângerea de la Stănilești, tătarii și otomanii pustiesc Galațiul.
- 1772: În orașul Galați, ocolul Siretului, ținutul Covurului, au fost înregistrați 416 gospodării, 1 familie de țigani, 4 duhovnici, 402 gospodării de români moldoveni.
- 1775: Imperiul Rus înființează primul Consulat Local.
- 1789: Galați a fost ars din temelii de către armatele generalului rus Mihail Kamensky.
- 1805: Franța și Anglia înființează vice-consulate.
- 1821: Galați a fost ars pentru a 3-a oară de grecii eteriști și de otomani. Revoluția lui Tudor Vladimirescu se simte și la Galați. Aici au fost măcelăriți toți supușii Imperiului Otoman. Masacrul de la Galați va deschide un șir lung de confruntări otomano-grecești.
- 1831: Populația orașului era de 8.605 locuitori.
- 1832: Se deschide prima Școală din județ, Școala Sfinții Arhangheli Mihail și Gavriil.
- 1834: Primele curse regulate din Galați cu vapoare austriece.
- 1836: Se înființează primul Spital Obștesc sub egida Spiridoniei din Iași. La începutul primei conflagrații mondiale spitalul funcționa cu 125 de paturi și avea 3 secții: chirugie, medicină și contagioși.
- 1837: Pe 1 ianuarie Galați este declarat port liber (porto-franco), alături de Brăila.
- 1842: Populația orașului crescuse de aproximativ 3 ori, ajungând la 25.000.
- 1844: Se înființează Fabrica de Conserve.
- 1846: Se înființează un serviciu permanent de vapoare între Galați și Odessa
- 1847: Orașul Galați este vizitat de Franz Liszt.
- 1850: Statele Unite Ale Americii înființează vice-consulat.
- 1852: Navele din Galați aveau destinații din ce în ce mai diversificate cum ar fi: Stavanger și Bergen în Norvegia; Bremen în Germania; Marsilia în Franța; Livorno, Genova și Ragusa în Italia; Amsterdam în Olanda; Corfu, Reni, Odessa, Istanbul, Trieste, Alexandria, etc.
- 1854-1855: Se construiește prima linie telegrafică între Galați și Iași, care mai apoi a fost extinsă la Sulina și Ismail.
- 1856: Galați devine sediu al Comisiei Europene a Dunării, după Războiul Crimeei, decizie luată de marile puteri ale vremii. Sediul era în actualul sediu al Bibliotecii V.A. Urechia. La 4 noiembrie Comisia își începe activitatea cu delegați ai Angliei, Austriei, Rusiei, Sardiniei, Prusiei, Franței și Turciei. Tot în acest an se deschide o sucursală a Băncii Otomane, prima sucursală a unei bănci străine din Moldova.
- 1857: Își deschide o sucursală la Galați și Banca Națională a Moldovei. Se tipărește primul ziar românesc numit "Gazeta Danubiu".
- 1858: Statele Unite Ale Americii ridică vice-consulatul la grad de consulat.
- 1860: Faima Galațiului devenise atât de mare, fiind mai cunoscut în lume decât în țară, drept urmare, oamenii de seamă ai vremii, printre care patrioții Alexandru Ioan Cuza și Costache Negri care pregăteau unirea Principatelor Române se gândeau serios la Galați ca noua capitală a Principatelor datorită comerțului și economiei care era în avânt. O simplă estimare a vremii a lucrurilor exportate sau manufacturate la Galați trecea de 110 milioane de lei.
- 1861: Se deschide Fabrica de Lumânări.
- 1862: Se finalizează șoseaua Galați-Brăila. Fabrica de Argăsit Piei își începe activitatea.
- 1864: Pe 2 octombrie este deschisă Școala Superioară de Comerț Alexandru Ioan I.
- 1867: Se înființează Liceul „Vasile Alecsandri”, sub direcțiunea profesorului Ioan Cetățianu.
- 1869: La 5 noiembrie circula pentru prima dată un tren pe relația portul Galați - gara Barboși. Odată cu deschiderea Atelierelor C.F.R. se inaugurează și Parcul Municipal Mihai Eminescu. Se înființează și Fabrica "Leul" pentru sârmă și cuie.
- 1870: În Galați sunt deschise câteva noi fabrici. Se încep curse navale între Galați și Brăila. În iulie Se pune în circulație linia ferată Galați - Tecuci.
- 1872: Pe 13 septembrie este inaugurată de către regele Carol I, Gara de Călători, o clădire impunătoare. Se deschide și linia ferată București - Brăila - Barboși - Galați - Bârlad.
- 1877: Se construiește prin concesiune rusă linia ferată Odessa - Tiraspol - Cetatea Albă - Reni - Galați.
- 1878: Se deschide Arsenalul Marinei Militare
- 1881: Se instalează primele linii telefonice care făceau legătura între Primărie, Turnul de Observație al Mănăstirii Mitoc, Pompieri și Poliție.
- 1882: Pe 22 decembrie regimul de port liber este înlăturat. Începe construcția tunelului feroviar de sub cartierul Vadu Ungurului.
- 1884: Se construiește Spitalul Militar cu 88 de paturi, pe locul fostului "Obor de fân".
- 1887: Se deschide Fabrica de Produse Chimice și Ambalaje "Albina".
- 1889: Se înființează Biblioteca V.A. Urechia.
- 1893: Gheorghe Fernic, împreună cu I.Ghiuller si T.Poujollat, cumpără atelierele de reparații ale morii lui Epaminonda A. Lambrinide de pe strada Cereș nr.35. Astfel ia ființă "Uzina G.Fernic et Comp." cu secții de turnătorie, fierărie, strungărie, cazangerie, mecanică și lemnărie.
- 1894: Se deschide Fabrica de Ulei "Etna".
- 1895: Se deschide Fabrica de Cherestea "Goetz".
- 1900: Se deschide Uzina Electrică. Pe 14 august se deschide prima linie de tramvai din oraș. Exploatarea a început cu 30 de trăsuri. Traseul pornea din docuri și urca pe Strada Portului spre centru. De aici o linie mergea pe Strada Brăilei până la capăt iar alta pe Strada Mavromol până la Strada Holban. O linie trecea pe Strada Mihai Bravu până la Grădina Publică, altele făceau legătura între gara de călători și port. Linia de pe Strada Tecuci continua pe Strada Traian până la Spitalul "Elisabeta Doamna". În acest an populația orașului a fost evaluată la aproximativ 80.000 de locuitori.
- 1902: În acest an rețeaua tramvaielor electrice avea 13 kilometri. Înaintea introducerii tramvaiului la Galați se circula cu trăsuri, omnibuze și tramcare, după modelul celor din București.
- 1904: Heinrich Fischer-Galați înființează prima școală de limba esperanto din România. Cel mai celebru cursant este Grigore Trancu-Iași
- 1907: Izbucnește revolta țărănească, dar este înnăbușită rapid de armată.
- 1908: Galațiul avea 41 de fabrici deschise ce lucrau la capacitate maximă.
- 1911: Se dezvelește prima statuie a poetului Mihai Eminescu.
- 1914: Galațiul avea 16 consulate străine.
- 1918: Bătălia de la Galați (12-22 ianuarie 1918). 500 de soldați români înving peste 12.000 de ruși bolșevizați. Mulți se predau nemților, alții sunt capturați de români iar restul dezarmați și trimiși cu trenul în Rusia. Pentru această luptă, Municipiul Galați primește două decorații: Crucea de Război Franceză și Crucea de Război Engleză.
- 1919: Se înființează Liceul Comunității Evreilor, în prezent Colegiul Alexandru Ioan Cuza.
- 1922: Se înființează Laminorul "Titan", ce furniza tablă subțire și tablă plumbuită, iar din 1932 tablă zincată.
- 1923: Se înființează Fabrica de Ulei "Prutul".
- 1926: Prima cursă aeriană din România a avut loc între Galați și București
- 1927: Rețeaua de tramvai electric din Galați avea 15,5 km fiind răspândită pe 8 străzi și deservită de 23 de vagoane.
- 1930: Galați avea 112.000 de locuitori, fiind al 4-lea oraș din Regatul României. Avea 20 de consulate și era considerat cel mai european oraș al României.
- 1938: Galați devine reședința Ținutului Dunării, după organizarea fascistă a regelui Carol al II-lea.
- 1939: Se înființează Casa Corpului Didactic.
- 1944: Galați este bombardat de aviația americană și de aviația germană în retragere. 90% din clădiri, locuințe și parcuri sunt distruse. La 24 august 1944 Străzile Portului și Domnească sunt distruse complet prin minare.
- 1950: Orașul mai număra doar 80.000 de locuitori după război.
- 1945: Începe reconstrucția orașului după model comunist.
- 1952: Galați devine reședința Regiunii Galați.
- 1955: Are loc fondarea I.S.C.L. (Întreprinderea de Sârmă, Cuie și Lanțuri), devenită în 1990 TREFO S.A. A fost cumpărată în 2002, iar în prezent este falimentară după mutarea la Brăila, de către „investitorul” italian.
- 1956: Se vehiculează prima dată ideea unirii Galațiului cu Brăila. Autoritățile comuniste iau legătura cu o firmă elvețiană pentru a pune tramvai de viteză pe dig.
- 1965: Începe construcția Combinatului Siderurgic Galați, care avea să devină simbolul țării socialiste, asociat cu independența industrială față de U.R.S.S..
- 1967: Se deschide Combinatul Siderurgic Galați. Orașul avea 156.000 de locuitori, iar colosul industrial 73.000 de angajați.
- 1968: Începe construirea Patinoarului Artificial Dunărea, în vederea găzduirii Campionatului Mondial de Hochei
- 1970: După 16 luni se inaugurează Patinoarul Artificial Dunărea în aer liber. Apare și echipa de hochei CSM Dunărea Galați. Are loc Campionatul Mondial de Hochei, ediția 1970.
- 1971: Se dublează linia feroviară Făurei - Galați.
- 1977: Cutremur în care o parte din clădiri se prăbușesc. 2 blocuri din cartierul Țiglina 4 sunt practic lipite și în ziua de azi.
- 1978: Se termină de construit acoperișul patinoarului.
- 1981: Galați găzduiește pentru a doua oară Campionatul Mondial de Hochei, ediția 1981.
- 1989: Pe 10 septembrie are loc tragedia navei de pasageri Mogoșoaia, care a fost lovită de o barjă bulgărească. Doar 16 oameni scapă cu viață.
- 1992: Galați număra 326.000 de locuitori fiind al 5-lea oraș din România. Începe distrugerea cinematografelor gălățene, primul fiind Cinema Dunărea, demolat abuziv de Primăria Galați, iar pe locul lui răsărind un centru de afaceri al fiului fostului primar, Eugen Durbacă, ce a condus orașul până în anul 2000.
- 1994: Este închisă „Roata Mare” (roată precum în Londra), deoarece prezenta un pericol pentru cetățeni. Terenul este mai apoi vândut și în câțiva ani se toarnă fundația pentru un bloc de locuințe.
- 1995: Se inaugurează Monumentul Eroilor Revoluției din 1989.
- 1996: Se închide pentru reparații capitale, unul dintre tunelele feroviare ce subtraversează Galațiul.
- 1998: Are loc prima ediție a Cupei Internaționale Dunărea de Jos la Rugby, cupă ce se dispută anual din 1998, CSM Rugby Galați având cele mai multe trofee.
- 2004: Se deschide pe 4 mai primul și cel mai mare Parc de Tehnologie a Informației din țară.
- 2005: Orașul este puternic inundat de la ploile abundente. Canalizările au refulat. Pe fostul amplasament al „Roții Mari” se inaugurează o parte din blocul Vega. În 2007 acest bloc se inaugurează în proporție de 90% iar în el, pe lângă apartamente și sediul firmei Vega 93, funcționează diferite companii, afaceri private dar și televiziunile Express TV Galați-Brăila respectiv TV Galați-Brăila.
- 2009: Se inaugurează Monumentul Eroilor Contemporani, în cinstea celor 3 gălățeni morți în războiul din Afganistan. Acest monument stârnește discuții cu privire la asemănarea lui cu un monument francmason datorită celor 3 coloane în stil Ionic, Doric și Corintic. În același an Episcopia Dunării de Jos este ridicată la rang de Arhiepiscopie. Tot în acest an se mută fabrica TREFO S.A. (fostă ISCL) în Brăila.
- 2010: Faleza inferioară și străzile din Valea Orașului sunt inundate. Digul de protecție din valea orașului este fisurat, cotele Dunării depășind maximul istoric înregistrat.
- 15 Mai, 2011: Echipa de fotbal FC Oțelul Galați se încoronează campioana României.
- Noiembrie 2013: Se deschide centrul comercial „Shopping City”.
- 2015: Se deschide primul Cinematograf făcut 100% cu fonduri private, Cinema Prof. Ioan Manole, aflat în Casa De Cultură a Sindicatelor. Totodată la Galați are loc etapa din FedCup la tenis, România-Spania, Simona Halep și președintele Klaus Iohannis fiind cele mai importante persoane prezente.
- Iunie 2017: Primăria Galați câștigă în instanță Palatul Simion Gheorghiu, sau ce-a mai rămas din el.
- Octombrie-Noiembrie 2017: Se lansează prima identitate vizuală sau stemă turistică a orașului Galați, pe lângă cea care face parte deja din heraldica națională. Se deschide Cinema City Galați în centrul comercial Shopping City, centru comercial ce are parte de o extindere substanțială. Totodată, după 38 de ani, Galațiul e pentru a treia oară Campionatul Mondial de Hochei, ediția 2017.
- 2018: Cu ocazia Centenarului Marii Uniri, se inaugurează monumentul „Apărătorilor Galaților” din zona Potcoava de Aur, monument închinat luptelor anti bolșevice ce au avut loc la Galați în Ianuarie 1918. Monumentul original a fost demolat de autoritățile comuniste, pentru a șterge din istorie conflictul cu „poporul prieten și eliberator”. Tunelul închis în 1996 pentru reparații capitale se redeschide. Are loc și Turneul Internațional de Box Centura de Aur.
- 2019: În perioada 22 Mai - 2 iunie, Galațiul găzduiește Campionatul European de Box. În luna Aprilie, orașul a găzduit și finala Campionatului Național de Hochei, disputată între CSM Dunărea Galați și Corona Brașov, oaspeții câștigând trofeul. Pe 8 mai 2019, are loc conferința de presă referitoare la Sistemul Electronic de Taxare și Informare (SETI), ce va fi implementat din august 2019 în transportul public. Pe 25 mai s-a desfășurat concertul Forța Zu, devenit cel mai mare eveniment găzduit vreodată în Galați, depășind meciul de fotbal Oțelul Galați - Juventus Torino (scor 1-0 pentru gălățeni). Peste 60 de mii de gălățeni (1 din 5 gălățeni) au fost prezenți la concert. Tot în 2019 se inaugurează noul parc Eminescu și bucăți din centrul vechi.
- 2020: Intră în refacere totală, restul rețelei de tramvaie, subdimensionată și adaptată la doar patru trasee. Tot în acest an se semnează acordul pentru livrarea primelor opt tramvaie din totalul de 28 de unități noi ce vor circula pe patru trasee rămase. Primarul Municipiului Galați, Ionuț Florin Pucheanu (PSD) și Președintele Consiliului Județean Galați, Costel Fotea (PSD), anunță începerea construcției podului hobanat de pe centura mică ce va măsura aproximativ 700 de metri și va lega direct zona ANL-uri Micro 13 de zona talciocului, fără a mai ocoli prin sensul giratoriu de la fabrica de bragă. Distanța parcursă va fi cu 300 de metri mai mică, dar principalul motiv pentru proiect este evitarea ambuteiajelor și sporirea siguranței circulației pe Calea Smârdan, Centura Mică (Str. Nicolae Mantu) și Bulevardul Milcov. Totodată, centura mică va fi extinsă la patru benzi. Consiliul Municipal gălățean aprobă investiția privind Muzeul Cavoul Roman, constând într-un tumul situat în Micro 21 pe Bd. Oțelarilor, în apropierea Turnului TV. Lucrările la noul Muzeu de Artă Vizuală, situat în Parcul Rizer, se apropie de finalul etapei a 2-a. Se modernizează Parcul Carol I (CFR), alături de poarta hanului otoman. Se inaugurează complexul acvatic Deliria. Se semnează contractul de refacere totală a Falezelor Inferioară și Superioară. Se inaugurează a treia parcare publică etajată, fiind localizată în cartierul Mazepa, primele două fiind la primăria Galați și-n curtea Spitalului Județean Galați.

- 2021: În luna iunie se redechide Plaja Dunărea dupa o refacere totală. În luna noiembrie a anului 2021, a început să circule linia 7 de tramvai.[necesită citare]